# 獅子山駅 (蘇州市)
獅子山駅（ししさんえき）は中華人民共和国江蘇省蘇州市虎丘区に位置する蘇州軌道交通1号線、3号線及び蘇州高新区有軌電車1号線の駅。

## 歴史
- 2012年4月28日：1号線の駅として開業。当初の駅名は「蘇州楽園駅」であった[1]。
- 2014年10月26日：蘇州高新区有軌電車1号線が開業[2]。

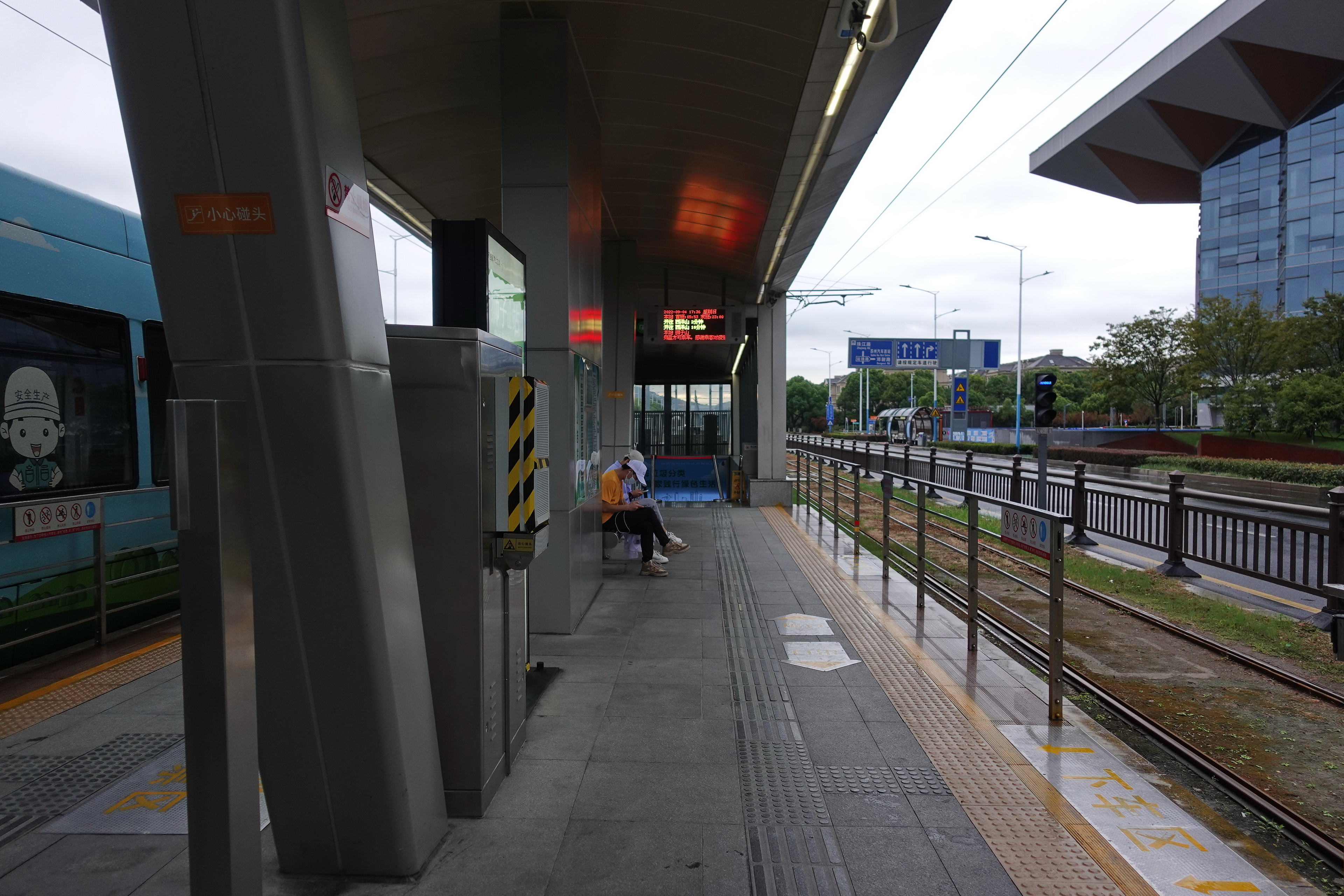
蘇州高新区有軌電車ホーム

- 2019年10月8日：現在の駅名に改称[3]。
- 2019年12月25日：3号線が開業[4]。

## 駅周辺
- 獅山広場
- 緑宝広場
- 獅山国際会議中心
- 索山公園

## 隣の駅
蘇州軌道交通
■1号線
玉山路駅 - 獅子山駅 - 塔園路駅
■3号線
何山駅 - 獅子山駅 - 獅山路駅
■蘇州高新区有軌電車1号線
獅子山駅 - 華苑路駅